# 綾里村 (岩手県)
綾里村（りょうりむら）は、1956年（昭和31年）まで岩手県気仙郡にあった村。現在の大船渡市三陸町綾里にあたる。

## 沿革
- 1889年（明治22年）4月1日 - 町村制施行にともない、旧来の綾里村単独で村制施行。
- 1956年（昭和31年）9月30日 - 越喜来村・吉浜村と合併し、三陸村となる。

## 行政

### 歴代村長
| 代 | 氏名         | 就任                      | 退任                      | 備考 |
| -- | ------------ | ------------------------- | ------------------------- | ---- |
| 1  | 千田仁兵衛   | 不詳                      | 不詳                      |      |
| 2  | 千田豊治     | 1896年（明治29年）        | 1900年（明治33年）3月     |      |
| 3  | 熊谷長円     | 1900年（明治33年）4月     | 1901年（明治34年）2月     |      |
| 4  | 千田豊治     | 1901年（明治34年）3月     | 1901年（明治34年）6月     | 再任 |
| 5  | 浦島菊蔵     | 1901年（明治34年）7月     | 1903年（明治36年）7月     |      |
| 6  | 千田豊治     | 1905年（明治38年）8月     | 1909年（明治42年）12月    | 三任 |
| 7  | 村上巳之作   | 1910年（明治43年）3月8日  | 1928年（昭和3年）5月8日   |      |
| 8  | 佐々木久蔵   | 1928年（昭和3年）9月1日   | 1932年（昭和7年）8月31日  |      |
| 9  | 花輪伝吉     | 1932年（昭和7年）9月14日  | 1936年（昭和11年）8月2日  |      |
| 10 | 野々村善二郎 | 1936年（昭和11年）8月18日 | 1938年（昭和13年）5月26日 |      |
| 11 | 木下秀雄     | 1938年（昭和13年）6月11日 | 1942年（昭和17年）6月10日 |      |
| 12 | 熊谷撨男     | 1942年（昭和17年）7月2日  | 1946年（昭和21年）12月3日 |      |
| 13 | 村上善治     | 1947年（昭和22年）4月6日  | 1948年（昭和23年）1月3日  |      |
| 14 | 野々村善二郎 | 1948年（昭和23年）3月6日  | 1956年（昭和31年）9月29日 | 再任 |